# Hanover, Minnesota
Hanover är en stad (city) i Hennepin County, och Wright County, i Minnesota. Vid 2010 års folkräkning hade Hanover 2 938 invånare.